# Čecháček Made
Čecháček Made je čtvrté studiové album Ondřeje Ládka vystupujícího pod pseudonymem Xindl X. Bylo natočeno ve studiu DC Sound v Produkci Dalibora Cidlinského Jr. Vyšlo v roce 2014 u Universal Music.
Z alba pochází singly Barbína, V blbým věku, Čecháček a totáček a Cudzinka v tvojej zemi.
Za skladbu V blbým věku získal Xindl X dvě nominace na cenu Anděl v kategoriích skladba roku a klip roku. Za prodeje alba získal Xindl X platinovou desku.

## Písně
Autorem hudby a textu je Ondřej Ládek, není-li uvedeno jinak.
1. Čecháček a Totáček
2. Orel mezi supy
3. V blbým věku
4. Barbína
5. Cudzinka v tvojej zemi (Ondřej Ládek a Mirka Miškechová)
6. Já a ďábel
7. Velkej Vont
8. Naše parta
9. Když k nám přišla svoboda
10. Kazatel
11. To je můj dům
12. Prase

## Účinkují
- Xindl X - zpěv a akustická kytara (1-12)
- Dalibor Cidlinský Jr. - piano (1, 3-6, 8, 9, 11), klávesy (2, 7, 10, 12), banjo (3), akustická kytara (3), aranže smyčců (1,4,9)
- Jan Cidlinský - baskytara (1-10,12), housle a viola (1,4,9), kontrabas (9)
- Emil Valach - bicí (1-10, 12)
- Olga Königová - zpěv (3)
- Mirka Miškechová - zpěv (5)
- Lukáš Bundil - elektrická kytara (5,7)
- Filip Jelínek - trombon a aranže dechů (2,3,6,11,12)
- Miroslav Hloucal - trubka (2,3,6,11,12)
- František Kop - tenor saxofon (2,3,6,11,12)
- Radek Kašpar - klarinet (2,3,11)